# Пенсильванская черепаха
Пенсильванская, или красноватая иловая черепаха, или пенсильванская замыкающаяся черепаха (Kinosternon subrubrum) — вид семейства иловых черепах. Распространён в восточных штатах США, на север до озера Мичиган. Взрослые особи имеют гладкий и невысокий овальный панцирь длиной до 12 см. У молодых особей вдоль карапакса проходят три продольных гребня.
Пенсильванская черепаха живёт в очень разнообразных местообитаниях — в реках, озёрах, прудах, болотах, предпочитая мелководные заливы со слабопроточной водой и богатой водной растительностью. Она часто встречается в солоноватых заливах вдоль Атлантического побережья США. На дне водоёмов черепаха отыскивает свою пищу — моллюсков, членистоногих, мелкую рыбу.
В мае наступает брачный период. Спаривание обычно происходит в воде, причём самец использует шиповатые чешуйки на задних ногах для надёжного удержания самки. В июне самки откладывают по 2—5 яиц в вырытую ямку, а иногда просто в подходящее углубление под корнями дерева или под бревном.